# Gauliga Baden
De Gauliga Baden was een van de zestien Gauliga's die in 1933 werd opgericht na de machtsgreep van de NSDAP in 1933. De overkoepelende voetbalbonden van de regionale kampioenschappen werden afgeschaft en zestien Gauliga's namen de plaats in Baden. Voorheen speelden de clubs in de competities van de Zuid-Duitse voetbalbond.

## Erelijst
| Seizoen | Kampioen            | Vicekampioen     |
| 1933-34 | SV Waldhof Mannheim | VfR Mannheim     |
| 1934-35 | VfR Mannheim        | Phönix Karlsruhe |
| 1935-36 | SV Waldhof Mannheim | 1. FC Pforzheim  |
| 1936-37 | SV Waldhof Mannheim | VfR Mannheim     |
| 1937-38 | VfR Mannheim        | 1. FC Pforzheim  |
| 1938-39 | VfR Mannheim        | 1. FC Pforzheim  |
| 1939-40 | SV Waldhof Mannheim | VfB Mühlburg     |
| 1940-41 | VfL Neckarau        | VfB Mühlburg     |
| 1941-42 | SV Waldhof Mannheim | VfB Mühlburg     |
| 1942-43 | VfR Mannheim        | VfTuR Feudenheim |
| 1943-44 | VfR Mannheim        | VfB Mühlburg     |

## Eeuwige ranglijst
| Club                               | /11 | Seizoenen (1933-1944)           |
| ---------------------------------- | --- | ------------------------------- |
| VfR Mannheim                       | 11  | 1933-1944                       |
| SV Waldhof                         | 11  | 1933-1944                       |
| Freiburger FC                      | 11  | 1933-1944                       |
| 1. FC Pforzheim                    | 11  | 1933-1944                       |
| VfB Mühlburg                       | 11  | 1933-1944                       |
| VfL Neckarau                       | 10  | 1933-1943                       |
| FC Phönix Karlsruhe                | 9   | 1933-1936, 1937-1943            |
| Karlsruher FV                      | 8   | 1933-1937, 1938-1941, 1943-1944 |
| SpVgg Sandhofen                    | 6   | 1936-1942                       |
| FC Germania Brötzingen             | 4   | 1933-1934, 1935-1938            |
| FC Rastatt 04                      | 4   | 1939-1940, 1941-1944            |
| FT/SC Freiburg                     | 3   | 1939-1940, 1941-1942, 1943-1944 |
| VfTuR Feudenheim                   | 3   | 1941-1944                       |
| Amicitia Viernheim                 | 2   | 1935-1936, 1939-1940            |
| Offenburger FV                     | 2   | 1938-1940                       |
| FV Daxlanden                       | 2   | 1942-1944                       |
| 1. FC 08 Birkenfeld                | 2   | 1939-1941                       |
| FV Emmendingen                     | 2   | 1939-1940, 1943-1944            |
| KSG VfL Neckarau/SpVgg 07 Mannheim | 1   | 1943-1944                       |
| KSG Käfertal/Phönix                | 1   | 1943-1944                       |
| KSG Walldorf-Wiesloch              | 1   | 1943-1944                       |
| KSG Phönix/Germania Karlsruhe      | 1   | 1943-1944                       |
| SC Freiburg                        | 1   | 1933-1934                       |
| LSV Freiburg                       | 1   | 1933-1934                       |
| FC Germania 1906 Karlsdorf         | 1   | 1934-1935                       |
| MFC Lindenhof 08                   | 1   | 1934-1935                       |
| Rastatter FV 04                    | 1   | 1936-19374                      |
| Kehler FV                          | 1   | 1937-1938                       |
| FV Kirchheim                       | 1   | 1939-1940                       |
| VfR Pforzheim                      | 1   | 1943-1944                       |
| TSG Plankstadt                     | 1   | 1941-1942                       |
| SpVgg Wiehre                       | 1   | 1943-1944                       |
| Kickers Haslach                    | 1   | 1943-1944                       |
| VfR Achern                         | 1   | 1939-1940                       |
| Lahrer FV                          | 1   | 1939-1940                       |
| Jahn Offenburg                     | 1   | 1939-1940                       |
| FC Singen 04                       | 1   | 1939-1940                       |
| FC Konstanz                        | 1   | 1939-1940                       |
| FC 08 Villingen                    | 1   | 1939-1940                       |
| VfR Konstanz                       | 1   | 1939-1940                       |
| FC Gutach                          | 1   | 1939-1940                       |
| FC Waldkirch                       | 1   | 1939-1940                       |

1933/34 · 1934/35 · 1935/36 · 1936/37 · 1937/38 · 1938/39 · 1939/40 · 1940/41 · 1941/42 · 1942/43 · 1943/44 · 1944/45
Originele Gauliga's: Baden · Bayern · Berlin-Brandenburg · Hessen · Mitte · Mittelrhein · Niederrhein · Niedersachsen · Nordmark · Ostpreußen · Pommern · Sachsen · Schlesien · Südwest-Mainhessen · Westfalen · Württemberg

Gauliga's na 1939: Hamburg · Hessen-Nassau · Köln-Aachen · Kurhessen · Mecklenburg · Moselland · Niederschlesien · Oberschlesien · Osthannover · Schleswig-Holstein · Südhannover-Braunschweig · Weser-Ems · Westmark

Gauliga's in bezette gebieden: Böhmen und Mähren · Danzig-Westpreußen · Elsaß · Generalgouvernement · Sudetenland · Ostmark · Wartheland